# Geodia spherastrella
Geodia spherastrella är en svampdjursart som beskrevs av Topsent 1904. Geodia spherastrella ingår i släktet Geodia och familjen Geodiidae. Inga underarter finns listade i Catalogue of Life.